# John Donne
John Donne (n. 1572, Londra, Regatul Angliei – d. 31 martie 1631, Londra, Regatul Angliei) a fost un poet și teoretician literar englez, cel mai important reprezentant al Școlii metafizice, renumit predicator al secolului al XVII-lea. John Donne, fiul unui negustor de fier, a fost nepotul (din partea tatălui) dramaturgului John Heywood. Din partea mamei, Donne a fost strănepotul surorii Elisabeth a lui Thomas Moore.
Lirica sa este caracterizată prin: ironie, subtilitate, originalitatea imaginilor, asociații neașteptate, versificație complexă. Temele principale ale liricii sale sunt: dragostea, trecutul, moartea, religia.

## Viață, studii, familie
A studiat la Oxford și Cambridge, dar, fiind catolic, nu a putut să își ia licența. După o călătorie în străinătate în 1590, Donne continuă să studieze, de data asta la Inns of Court, dreptul, filologia și teologia.
După o nouă călătorie în străinătate (1594-1596), Donne îl cunoaște prin intermediul prietenului său Henry Wotton, coleg de facultate la Oxford, pe contele de Essex, participând la expedițiile acestuia la Cadiz (1596) și Insulele Azore (1597). În timpul acestei a doua expediții se împrietenește cu Thomas Egerton, al cărui tată, Sir Thomas, era Lord Keeper of the Great Seal, un post extrem de influent în viața publică. Donne devine secretarul lui Thomas fiul în 1598, dar este dat afară din acest serviciu când se căsătorește în secret cu Anne, fiica lui Sir George More (și nepoata lui Lady Egerton). Tatăl lui Anne reușește să obțină încarcerarea lui Donne, dar după câteva luni îl iertă, așa încât Donne poate să se reunească cu soția. Cu toate că nu petrecuse decât câteva zile în închisoare, faptul că era și catolic îi dădea mici șanse de a face carieră în viața publică.
Între 1602-1606 Donne locuiește, împreună cu familia, în casa prietenului său, Sir Francis Wooley la Pyreford, unde continuă să studieze, de data aceasta dreptul civil și codul canonic.
În 1606 mai călătorește o dată în străinătate, de data aceasta ca tovarăș al lui Sir Walter Chute, după care se stabilește cu familia lângă Londra, la Mitcham. Tatăl soției îi iartă într-atât încât îi dă fiicei zestrea în 1608, ceea ce face ca să poată trăi puțin mai bine. O nouă călătorie în străinătate are loc în 1611, ca companion al lui Sir Robert Drury, după care familia Donne se reîntoarce cu domiciliul la Londra.
Trăiește din scrisul pentru prieteni și patroni, ajutându-l de exemplu pe prietenul său Thomas Morton, decan de Gloucester, în controversele acestuia cu catolicii. Acest prieten încearcă să-l convingă să convertească la Biserica anglicană și să-și dacă o carieră acolo. Dar visul lui Donne este de a participa la viața publică. Scrierile lui religioase îl impresionează chiar și pe Regele Iacob. Prin intermediul lui Robert Carr, Visconte de Gloucester și un favorit al regelui, și a Lordului Ellersmere (titlul pe care l-a primit între timp prietenul Thomas Eggerton, cu care s-a împăcat) se duce la rege și îl roagă să-l ajute să-și facă o carieră în viața publică. Dar regele îl convinge să se dedice vieții bisericești, și Donne este hirotonisit în 1615. Cariera sa a evoluat de la a fi capelan regal la Lincoln’s Inn la emis diplomatic în Germania împreună cu Viscontele Doncaster la Decan al Catedralei St. Paul în 1621. Soția, Anne, decedează între timp, în 1617, după ce i-a născut 12 copii, din care 7 au supraviețuit.
Se îmbolnăvește greu în 1623, dar se reîntoarce să lucreze, de data asta ca vicar la St. Dunstan’s-in-the-West, în 1624. Ultima sa predică a ținut-o în prima vineri a postului Paștilor în prezența regelui Carol I.
Moare pe data de 31 martie 1631.

## Operă
- 1609 — Elegii;
- 1611 — O cercetare a lumii ("An Anatomy of the World");
- 1612 — Despre progresul spiritului ("Of the Progress of the Soul");
- 1613 — Epithalamium ;
- 1634 — Șase predici ("Six Sermons");
- 1649 — Cincizeci de predici ("Fifty Sermons").